# Landkreis Vorpommern-Greifswald

Administrativ indelning i distriktet Vorpommern-Greifswald

Landkreis Vorpommern-Greifswald är ett distrikt (Landkreis) i det tyska förbundslandet Mecklenburg-Vorpommern. Distriktets huvudort är Greifswald.
Distriktet bildes under en distriktsreform i Mecklenburg-Vorpommern i september 2011. Under denna reformen sammanlades dåvarande distrikten Ostvorpommern, Uecker-Randow, två amt av distriktet Demmin (Amten Jarmen-Tutow och Peenetal/Loitz) och den dåvarande kreisfria staden Greifswald. Den 4 september 2011 bestämde befolkningen vid en folkomröstning att distriktet ska kallas Vorpommern-Greifswald.
Öster om distriktet ligger Östersjön och Polen. Distriktet ligger söder om distriktet Vorpommern-Rügen och öster om distrikten Mecklenburgische Seenplatte. Söder om distriktet ligger tyska förbundslandet Brandenburg.

## Administrativ indelning
I förvaltningsrättslig mening finns i modern tid ingen skillnad mellan begreppet Stadt (stad) gentemot Gemeinde (kommun). 
Distriktet Vorpommern-Greifswald delas in i sex amtsfria kommuner (eller städer) och tretton amt.

### Amtsfria städer och kommuner
- Anklam, stad
- Greifswald, stad
- Heringsdorf, kommun
- Pasewalk, stad
- Strasburg, stad
- Ueckermünde, stad

### Amten i distriktet Vorpommern-Greifswald
| - Amt Am Peenestrom (huvudort: Wolgast) - Amt Am Stettiner Haff (huvudort: Eggesin) - Amt Anklam-Land (huvudort: Spantekow) - Amt Jarmen-Tutow (huvudort: Jarmen) - Amt Landhagen (huvudort: Neuenkirchen) - Amt Löcknitz-Penkun (huvudort: Löcknitz) - Amt Lubmin (huvudort: Lubmin) | - Amt Peenetal/Loitz (huvudort: Loitz) - Amt Torgelow-Ferdinandshof (huvudort: Torgelow) - Amt Amt Uecker-Randow-Tal (Förvaltning i Pasewalk) - Amt Usedom-Nord (huvudort: Zinnowitz) - Amt Usedom-Süd (huvudort: Usedom) - Amt Züssow (huvudort: Züssow) |